# Korenivka, Burîn
Korenivka (în ucraineană Коренівка) este un sat în comuna Voznesenka din raionul Burîn, regiunea Sumî, Ucraina.

## Demografie
Componența lingvistică a localității Korenivka
     Ucraineană (97,73%)
     Rusă (2,27%)
Conform recensământului din 2001, majoritatea populației localității Korenivka era vorbitoare de ucraineană (97,73%), existând în minoritate și vorbitori de rusă (2,27%).